# Afanasij Nikitin
Afanasij Nikitin (ros. Афанасий Никитин, ur. ?, zm. jesienią 1474 w okolicach Smoleńska) – kupiec rosyjski z Tweru. Jeden z pierwszych podróżników, którzy dotarli do Indii i udokumentowali to. Swoje obserwacje opisał w dziele pt. "Wędrówka za trzy morza". W swoim dziele opisuje swą sześcioletnią podróż po takich obszarach jak Persja, basen Morza Arabskiego oraz Indie.

## Życiorys
Afansij Nikitin pochodzić miał z chłopskiej rodziny, a następnie zostać kupcem związanym z miastem Twer. W czasie swojego życia odwiedził on m.in. Konstantynopol, Genuę, Wielkie Księstwo Litewskie, Chanat Krymski i Mołdawię. Od księcia twerskiego Michała Borysowicza miał otrzymać polecenie zorganizowanie twerskiego punktu handlowego w rejonie dzisiejszego Astrachania. Niektórzy rosyjscy historycy twierdzą, że Nikitin był wykorzystywany jako szpieg, ale na podparcie tego typu tezy nie ma żadnych źródeł. Jego podróż rozpoczęła się wiosną 1468 roku, którą następnie dokładnie opisał w swoim dziele. Wędrówkę tę zainicjował wraz z posłami na statku płynącym w dół Wołgi. Ponoć wraz z wypłynięciem na Morze Kaspijskie podróżnicy zostali ograbieni. Bez środków do handlu Nikitin imał się różnych zajęć, po opuszczeniu ziemi ruskich znalazł się w Derbencie, a później w Baku, skąd udał się w głąb Persji.
W 1471 roku, dowiedziawszy się ze konie w Indiach są drogie i można tam na nich zarobić za zaoszczędzone pieniądze, kupił ogiera i wyruszył z nim do Indii na statku wypływającym z portu w Ormuzie. Statek płynął przez Maskat w Arabii do portu Kambaj w północno-zachodnich Indiach. Wiadomości o popycie na konie okazały się nieprawdziwe, postanowił wyruszyć w głąb Indii dochodząc do Parwatu w Hajdarabadzie. W Indiach odwiedził m.in. takie miejsca jak Bidar i Raichur. Przez cały ten czas robił zapiski. W końcu postanowił powrócić do Rosji. W drodze do Persji miał jeszcze znaleźć się w Etiopii, gdzie znów został obrabowany. Po osiągnięciu ziemi perskiej przez Armenię dotarł do Trapezuntu nad Morzem Czarnym. Potem udał się na Krym na genueńskim statku. W tym miejscu kończą się jego notatki.
Zginąć miał w 1474 roku (choć w źródłach pojawiają się też daty 1472 i 1475) w drodze powrotnej do kraju, na drodze w okolicach Smoleńska, w Wielkim Księstwie Litewskim. Szczegóły jego śmierci nie są znane. Tekst jego pamiętników został złożony w archiwach cerkiewnych. W 1818 roku w ławrze Troicko-Siergijewskiej odnalazł je, a następnie opublikował Nikołaj Karamzin.